# برده (فیلم ۱۹۱۸)
برده (انگلیسی: The Slave) یک فیلم جنایی صامت به کارگردانی آریگو بوچی است که در سال ۱۹۱۸ منتشر شد.